# Baltzar Filip Horn af Rantzien
Baltzar Filip Horn af Rantzien var en svensk greve og søofficer.
Horn er mest bekendt for sin heltemodige optræden som chef for orlogsskibet Vasa i
slaget ved Hogland 17. juli 1788. Horn faldt i slaget.